# Зенкин, Сергей Николаевич
Серге́й Никола́евич Зе́нкин (род. 17 ноября 1954, Москва) — советский и российский литературовед, переводчик с французского языка. Доктор филологических наук. Член Европейской академии (2019).

## Биография
Родился в Москве в семье инженеров, начиная с 7-го класса учился во второй физико-математической школе, окончил филологический факультет МГУ (1978) с квалификацией «Филолог. Учитель французского языка средней школы». Первоначально поступил на отделение структурной лингвистики, на втором курсе перешёл на отделение романо-германской филологии. Кандидатскую диссертацию «Творчество Теофиля Готье: к проблеме позднего романтизма во Франции, 1830-е-1860-е гг.» защитил там же в 1986, докторскую («Французский романтизм и идея культуры») — в РГГУ в 2001 году. Ученик Г. К. Косикова.
Редактор издательств «Художественная литература» и «Советский писатель» (1978—1991), научный сотрудник ИМЛИ (1990—1993), редактор отдела теории журнала «Новое литературное обозрение» (1993—1996). В 1997—2000 годах — докторант ИВГИ, а с 2000 года — его сотрудник. Читает курсы теории литературы и семиотики в РГГУ, МГУ и НИУ ВШЭ.
С 2004 года — председатель Комиссии по литературе и интеллектуальной культуре Франции при РАН. Член редакционного совета журнала «Иностранная литература» и гильдии «Мастера литературного перевода».

## Общественная позиция
В феврале 2022 года подписал открытое письмо российских учёных и научных журналистов с осуждением вторжения России на Украину и призывом вывести российские войска с украинской территории.

## Награды и премии
Трижды лауреат премии Леруа-Болье (1996, 1997, 2000; премия присуждается посольством Франции в Москве и журналом «Иностранная литература» за лучшее произведение, посвящённое Франции).
Кавалер французского ордена Академической пальмовой ветви (2002).

## Переводы

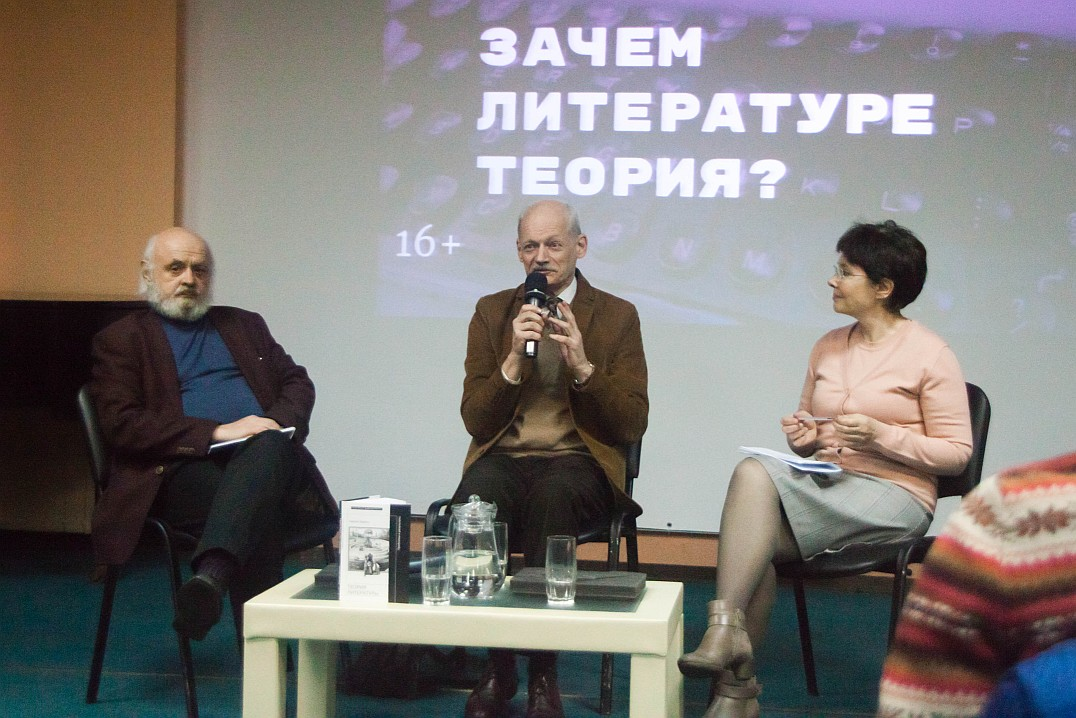
Александр Осповат, Сергей Зенкин и Татьяна Венедиктова на встрече с читателями в Библиотеке им. Н. А. Некрасова

Перевёл на русский язык книги Жана Бодрийяра «Система вещей» (М.: Рудомино, 1995) и «Символический обмен и смерть» (М.: Добросвет, 2000), обе с рядом переизданий, Антуана Компаньона «Демон теории» (М.: изд-во им. Сабашниковых, 2001), Ролана Барта «Ролан Барт о Ролане Барте» (М.: Ad marginem, 2002) и «Система Моды. Статьи по семиотике культуры» (М.: изд-во им. Сабашниковых, 2003), Роже Кайюа «Миф и человек. Человек и сакральное» (М.: ОГИ, 2003), Жиля Делёза и Феликса Гваттари «Что такое философия?» (М.: Институт экспериментальной социологии; СПб., Алетейя, 1998), Ханса Ульриха Гумбрехта «Производство присутствия: Чего не может передать значение» (М.: Новое литературное обозрение, 2006), второго тома книги Астольфа де Кюстина «Россия в 1839 году», а также отдельных произведений Жан-Поля Сартра, Фернана Броделя, Жерара Женетта, Пьера Бурдье, Жана Старобинского, Мориса Бланшо и др.

## Труды
- «Madame Bovary» et l’oppression réaliste. — Clermond-Ferrand: Association des publications de la Faculté des Lettres et Sciences humaines, 1996.
- Работы по французской литературе. — Екатеринбург: Издательство Уральского университета, 1999.
- Введение в литературоведение: Теория литературы: Учебное пособие. — М.: Российский государственный гуманитарный университет, 2000.
- Французский романтизм и идея культуры (Аспекты проблемы). — М.: РГГУ, 2001.
- Французский романтизм и идея культуры. — М.: РГГУ, 2002.
- Небожественное сакральное: Теория и художественная практика. — М.: РГГУ, 2012.
- Работы о теории. М.: Новое литературное обозрение, 2012
- Cемиотика культуры. М.: Издательский дом НИУ ВШЭ, 2023